# Hayingen
Hayingen (schwäbisch Hoigna) ist eine Stadt im Landkreis Reutlingen in Baden-Württemberg. Hayingen ist mit einem Großteil seiner Gemarkung (95,4 %) Teil des Biosphärengebiets Schwäbische Alb und ein staatlich anerkannter Luftkurort.

## Geografie

### Lage
Hayingen liegt auf der Schwäbischen Alb.
Die höchste Erhebung liegt bei Ehestetten im Norden der Gemarkung: Horn (802 m).

### Nachbargemeinden
Folgende Städte und Gemeinden grenzen an die Stadt Hayingen, sie werden im Uhrzeigersinn beginnend im Norden genannt und gehören zum Landkreis Reutlingen bzw. zum Alb-Donau-Kreis¹
Münsingen, Ehingen¹, Emeringen¹, Zwiefalten, Pfronstetten und Hohenstein.

### Stadtgliederung
Zu Hayingen mit den Stadtteilen Anhausen, Ehestetten, Indelhausen, Münzdorf und Oberwilzingen gehören außer der Kernstadt Hayingen 12 weitere Dörfer, Weiler und Höfe.
Siehe auch: Liste der Orte im Landkreis Reutlingen

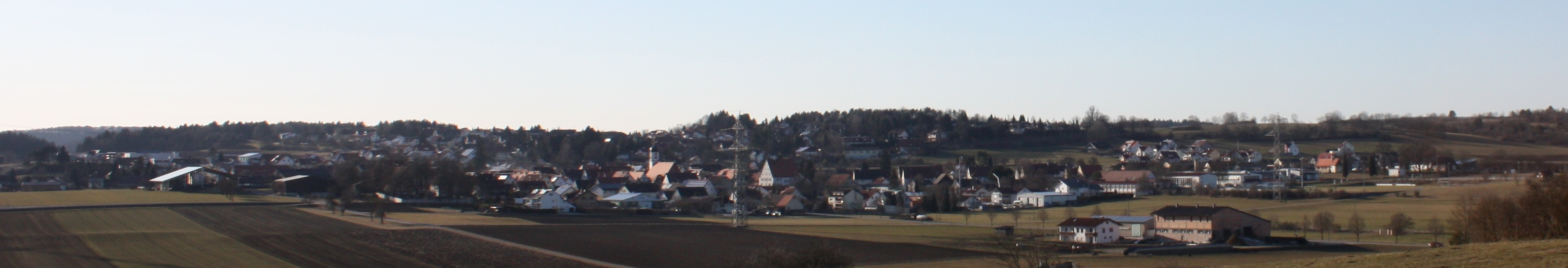
Panorama von Süden

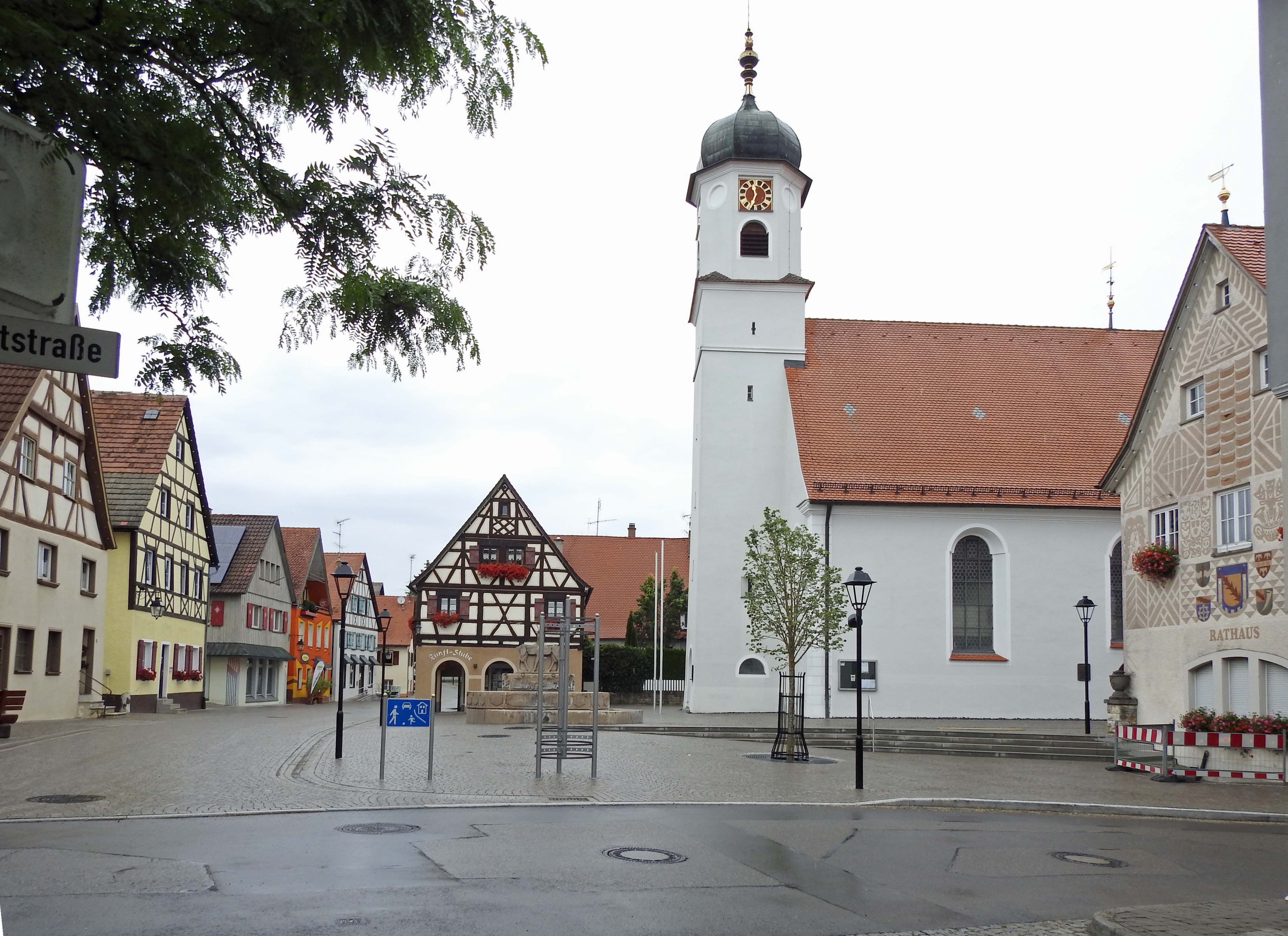
Stadtmitte Hayingen von Süden

Im Stadtgebiet liegen mehrere abgegangene, heute nicht mehr bestehende Siedlungen:
- die 1208 als Altmanshusen und 1217 als Altmannishusin erwähnte Siedlung Altmannshausen. Altmannshausen war in Besitz des Klosters Salem und wurde 1329 an die Stadion verkauft. 1437 war der Ort unbewohnt;
- das 817 als Polstetin und 1208 als Bolstetin erwähnte Bolstetten ging in Altmannshausen auf, ebenso
- das 1268 als Horne/Uffenhorn aufgeführte Horn, das zu dieser Zeit im Besitz des Klosters Salem war.
- Ebenfalls in Besitz des Klosters Salem befanden sich der 1208 als Wilervelt erwähnte Weilerfeld und
- das 1282 als oppidum Wineden erwähnte Winden (alle im Stadtteil Anhausen);
- die beiden Orte Ettenheim und das 1364 als Pflumersbuch erwähnte Pflummersbuch im Stadtteil Ehestetten;
- das nach 1329 abgegangene Gehöft Baldenstein,
- der Ort Bühlenfingen und
- die um 1100 erwähnten Siedlungen Leimgrube (als loco Leimgrube),
- Maisinhart (als Maisinhart),
- Schlechtenbuch (als Slehtinbuch),
- Wildsberg (als Wildisberc),
- das 1523 erstmals genannte Steinhausen (Stünhuser Feld) und
- der 1208 als Vainhusen genannte Ort Vainhausen. Vainhausen befand sich im Besitz des Klosters Heiligkreuztal, später im Besitz des Klosters Zwiefalten und ist im 15. Jahrhundert abgegangen (alle im Stadtteil Hayingen).[2]

Nördlich von Münzdorf befinden sich die Reste der Gipfelburg Burg Weiler.

### Klima
Hayingen ist seit 1986 ein Luftkurort auf der Schwäbischen Alb.

### Schutzgebiete
Nordwestlich der Stadt liegt das Naturschutzgebiet Digelfeld mit einer Fläche von etwa 111 Hektar. Es ist gleichzeitig Bestandteil des FFH-Gebiets Glastal, Großer Buchwald und Tautschbuch und des Vogelschutzgebiets Täler der Mittleren Flächenalb. Im Osten des Stadtgebiets hat Hayingen Anteil am Landschaftsschutzgebiet Großes Lautertal, das teilweise auch zum FFH-Gebiet Großes Lautertal und Landgericht gehört. Weitere Landschaftsschutzgebiete auf dem Stadtgebiet sind die Öde „Runder Burren“, die Öde in der Wanne, die Öde am Gleißenberg, das Glastal und die Sommerschafweiden auf Hohengreutter, auf Hochhalde, auf Hilbertswiese, am Krähenberg, auf Stallbuch, auf Sandberg, Silberberg und vor dem Brömes, in Buchhausen, hinter der Halde und auf Maiersberg.
Hayingen gehört überdies, bis auf einige Flächen um Oberwilzingen, zum Biosphärengebiet Schwäbische Alb.

## Geschichte

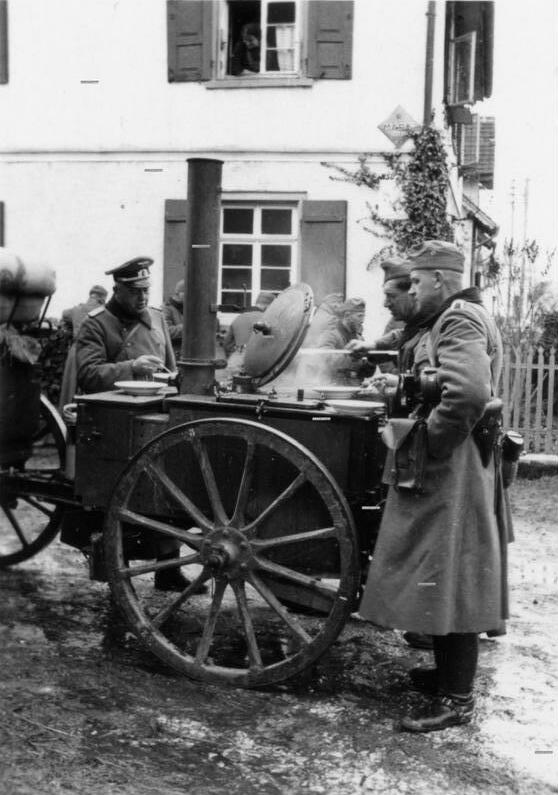
Mittagsrast 1940 in Hayingen

### Frühe Geschichte
Hayingen wurde anlässlich eines Gütertauschs im Jahr 785 erstmals mit Heinger marca (Gemarkung Hayingen) im Lorscher Codex erwähnt. Um 854 war der Ort Teil der Swerzenhuntare. Der Ritter Swigger von Gundelfingen gründete wahrscheinlich 1276 die Stadt. Aufgrund des Reichsdeputationshauptschlusses kam Hayingen im Rahmen der Mediatisierung vom Fürstentum Fürstenberg zum Königreich Württemberg.

### Verwaltungszugehörigkeit
Die Stadt gehörte zum Oberamt Münsingen. Bei den Verwaltungsreformen während der NS-Zeit in Württemberg wurde 1934 das Oberamt in Kreis Münsingen umbenannt und 1938 zum Landkreis Münsingen umgeformt. Nach dem Zweiten Weltkrieg fiel die Stadt Hayingen in die Französische Besatzungszone und kam somit 1947 zum neu gegründeten Land Württemberg-Hohenzollern, welches 1952 im Land Baden-Württemberg aufging. Nach der Auflösung des Landkreises Münsingen im Rahmen der Kreisreform wurde Hayingen 1973 dem Landkreis Reutlingen zugeschlagen.

### Eingemeindungen
Die Eingemeindung der Stadtteile Anhausen, Ehestetten, Indelhausen und Münzdorf in die Stadt Hayingen erfolgte im Jahre 1975.

### Einwohnerentwicklung
Die Zahlen der ersten Tabelle entsprechen der tatsächlichen Einwohnerzahl der Stadt Hayingen nach ihrem alten Gebietsstand ohne die Eingemeindungen der 1970er Jahre:
| Jahr | Einwohner |
| ---- | --------- |
| 1852 | 792       |
| 1871 | 793       |
| 1880 | 834       |
| 1890 | 734       |
| 1900 | 712       |
| 1910 | 678       |

| Jahr | Einwohner |
| ---- | --------- |
| 1925 | 614       |
| 1933 | 608       |
| 1939 | 580       |
| 1950 | 672       |
| 1956 | 758       |
| 1961 | 860       |
| 1970 | 1.140     |

Die Einwohnerzahlen sind Volkszählungsergebnisse (¹) oder amtliche Fortschreibungen des Statistischen Landesamtes (nur Hauptwohnsitze). Die nachfolgenden Zahlen von 1970 und davor geben die Einwohnerzahl nun jedoch nach heutigem Gebietsstand (inklusive sämtlichen Eingemeindungen der 1970er Jahre) an und entsprechen deshalb nicht der jeweils tatsächlichen Einwohnerzahl der damaligen Stadt Hayingen, die nach altem Gebietsstand jeweils deutlich niedriger war.
| Jahr                 | Einwohner |
| -------------------- | --------- |
| 1. Dezember 1871 ¹   | 1.806     |
| 1. Dezember 1900 ¹   | 1.600     |
| 1. Dezember 1925 ¹   | 1.519     |
| 17. Mai 1939 ¹       | 1.380     |
| 13. September 1950 ¹ | 1.656     |
| 6. Juni 1961 ¹       | 1.849     |
| 27. Mai 1970 ¹       | 2.114     |

| Jahr              | Einwohner |
| ----------------- | --------- |
| 25. Mai 1987 ¹    | 2.034     |
| 31. Dezember 1990 | 2.125     |
| 31. Dezember 1995 | 2.164     |
| 31. Dezember 2000 | 2.149     |
| 31. Dezember 2005 | 2.224     |
| 31. Dezember 2010 | 2.127     |
| 31. Dezember 2015 | 2.206     |
| 31. Dezember 2020 | 2.196     |

## Religionen
Aufgrund der Zugehörigkeit der Stadt zu den Fürstenberger Besitzungen blieb Hayingen auch nach der Reformation katholisch. Noch heute gibt es vier römisch-katholische Kirchen, die zum Dekanat Reutlingen-Zwiefalten gehören.
Nach dem Übergang an Württemberg zogen seit dem 19. Jahrhundert auch evangelische Bewohner zu. 1884 wurde in Hayingen eine Filialgemeinde von Zwiefalten gegründet, deren Gottesdienste zunächst in einem Betsaal im alten Fruchtkasten am Karlsplatz stattfanden. Nach dem Zweiten Weltkrieg wuchs die Gemeinde stark an. Die evangelischen Bewohner des Hayinger Stadtteils Ehestetten gehörten bis 1983 zur Kirchengemeinde Dapfen. Mit Wirkung vom 1. Dezember 1983 wurden sie in die Kirchengemeinde Hayingen umgegliedert. Die heutige evangelische Kirchengemeinde Hayingen umfasst somit die Stadt Hayingen und den Hayinger Ortsteil Ehestetten. Sie ist mit der evangelischen Kirchengemeinde Zwiefalten zusammengeschlossen zur Evangelischen Gesamtkirchengemeinde Zwiefalten-Hayingen.

## Politik

### Gemeinderat

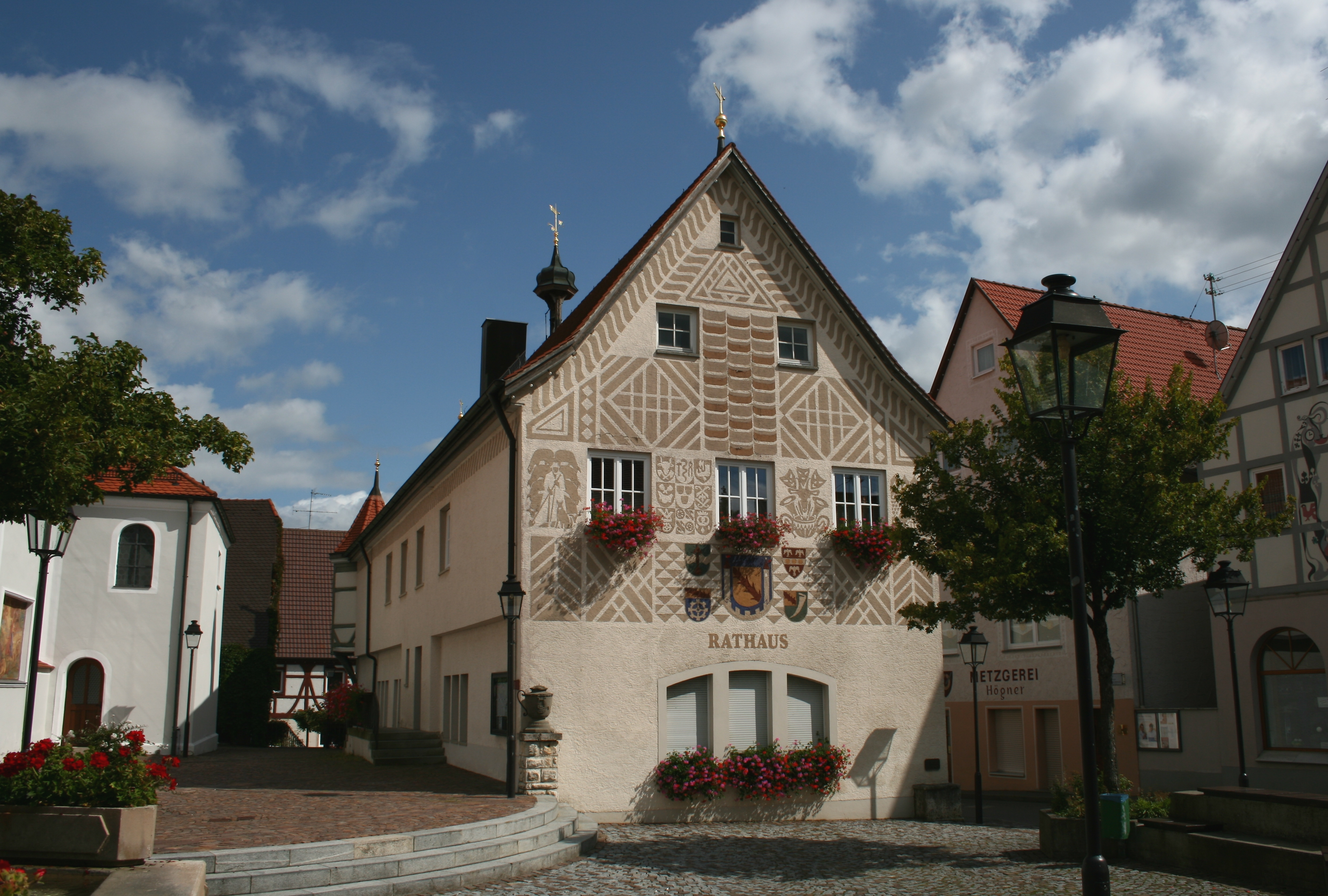
Rathaus in Hayingen

In Hayingen wird der Gemeinderat nach dem Verfahren der unechten Teilortswahl gewählt. Dabei kann sich die Zahl der Gemeinderäte durch Überhangmandate verändern. Der Gemeinderat in Hayingen besteht aus den gewählten 12 ehrenamtlichen Gemeinderäten  (2019:13) und der Bürgermeisterin als Vorsitzende. Die Bürgermeisterin ist im Gemeinderat stimmberechtigt. Die Kommunalwahl am 9. Juni 2024 führte zu folgendem vorläufigen Endergebnis. 
| Parteien und Wählergemeinschaften | Parteien und Wählergemeinschaften           | % 2024  | Sitze 2024 |         | % 2019  | Sitze 2019 |
| FWV                               | Freie Wählervereinigung                     | 41,67   | 5          | 35,31   | 5       |            |
| CDU                               | Christlich Demokratische Union Deutschlands | 35,14   | 4          | 31,36   | 4       |            |
| BL                                | Bürgerliste                                 | 23,19   | 3          | 33,33   | 4       |            |
| Gesamt                            | Gesamt                                      | 100     | 12         | 100     | 13      |            |
| Wahlbeteiligung                   | Wahlbeteiligung                             | 78,07 % | 78,07 %    | 78,93 % | 78,93 % |            |

### Bürgermeister
Der Bürgermeister wird für eine Amtszeit von 8 Jahren gewählt.
- 1953–1975: Paul Burger[10]
- 1975–2015: Robert Riehle[11]
- 2015–2022: Kevin Dorner[12]
- seit 2022: Ulrike Holzbrecher

Ulrike Holzbrecher amtiert seit 2022 als Bürgermeisterin von Hayingen. Sie wurde am 6. März 2022 im ersten Wahlgang mit 70,5 Prozent der Stimmen zur Bürgermeisterin gewählt. Ihr Vorgänger Kevin Dorner legte sein Amt frühzeitig zum 1. April 2022 nieder.

### Wappen

Flagge der Stadt Hayingen

| Wappen von Hayingen | Blasonierung: „In Blau über einer aus dem Unterrand emporkommenden, beiderseits mit je einem rot bedachten silbernen Turm besetzten silbernen Zinnenmauer ein goldener Schild, darin ein angehackter roter Schrägbalken.“ |
| Wappen von Hayingen | Wappenbegründung: Der Marktflecken Hayingen wurde vor 1250 gegründet und erwarb 1285 die Stadtrechte. Hayingen war Hauptort und Sitz einer reichsunmittelbaren Herrschaft der Freiherren von Gundelfingen bis zum Aussterben der Familie Mitte des 16. Jahrhunderts. Das Bild der ältesten Siegel der Stadt aus dem 14. Jahrhundert ist bis heute in Verwendung. Das Wappenschild zeigt das Wappen der Freiherren von Gundelfingen. Alle späteren Siegel und Bilder bis 1810 zeigen die gleiche Komposition. Von 1810 bis 1920 zeigt das Wappen nur noch das Wappen der Familie. Im Jahr 1920 wurde das ähnliche Wappen mit roten Dächern übernommen. Wappen und Flagge wurden der Stadt am 8. September 1978 von der Landkreisverwaltung Reutlingen verliehen. |

#### Die Wappen der ehemaligen Gemeinden
Die Stadt besteht aus Hayingen und den bei der Gemeindereform hinzugekommenen Ortsteilen (mit ihren Wappen):
| Anhausen | Ehestetten | Indelhausen | Münzdorf |
| -------- | ---------- | ----------- | -------- |

## Kultur und Sehenswürdigkeiten
Hayingen liegt am Schwäbische-Alb-Südrand-Weg, einem Fernwanderweg des Schwäbischen Albvereins.

### Freiluft-Theater

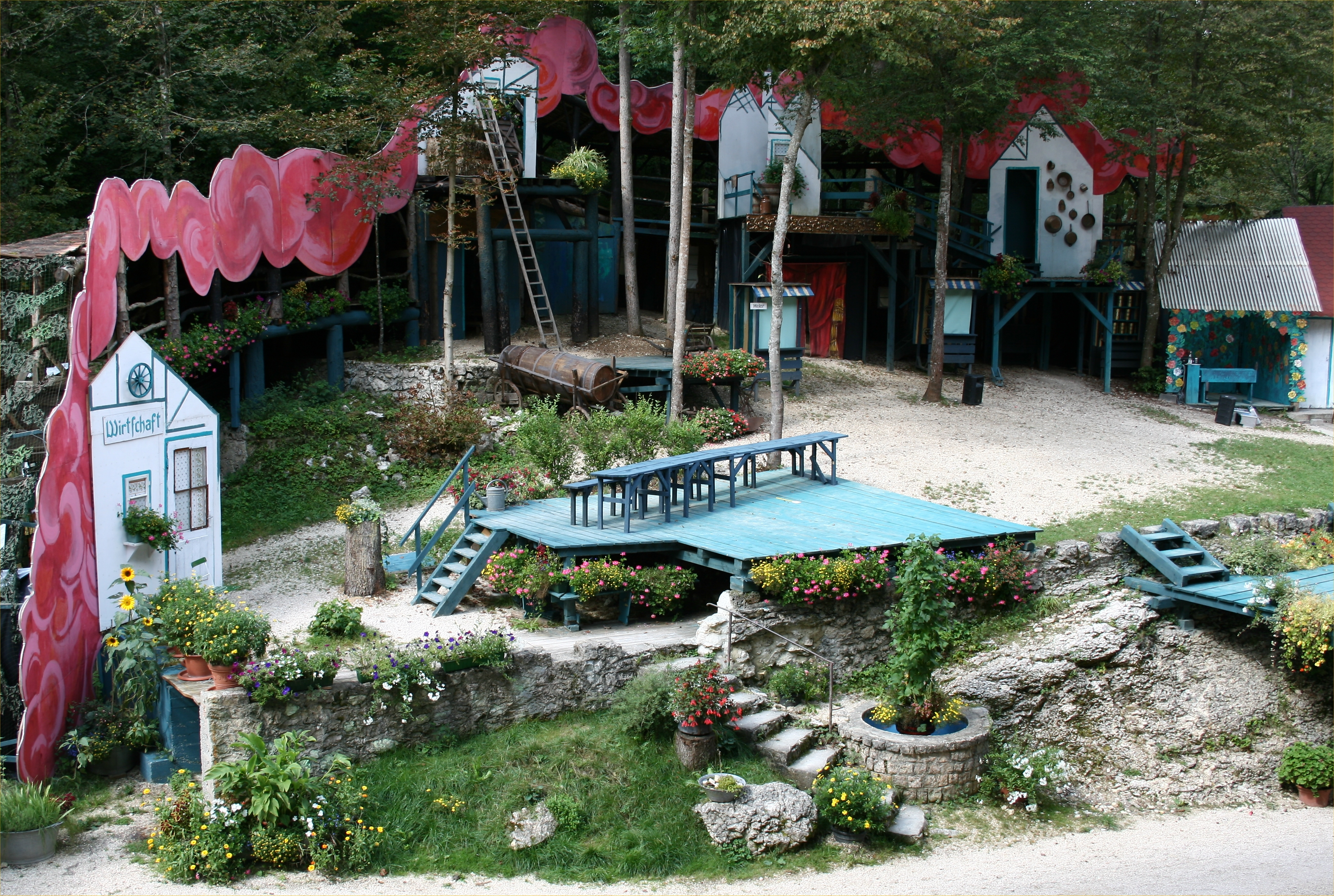
Naturtheater Hayingen

Das Naturtheater Hayingen ist eine 1949 gegründete Freiluftbühne mit überdachten Zuschauerrängen. Über eine Million Besucher haben hier vor allem Theaterstücke in schwäbischem Dialekt gesehen; die Spielzeiten sind jährlich von Juli bis September.

### Vereine
Hayingen verfügt durch seine Gliederung in viele Ortsteile über ein reiches Vereinsleben, das sowohl Sportvereine wie den Luftsportverein Hayingen, den TC Hayingen, den TSV Hayingen und den SV Ehestetten-Münzdorf einschließt als auch Narrenzünfte und Jugendclubs wie den Bauwagen Hayingen e. V., die Landjugend Hayinger Jugendtreff, den Jugendclub Ehestetten e. V. oder den Jugendclub P.U.G. e. V. der Ortsteile Indelhausen und Anhausen.
Das musikalische Stadtleben gestalten neben den Kirchenchören beispielsweise auch der Liederkranz Hayingen mit seinem Chor Hay-Fidelity, die Stadtkapelle Hayingen, der Männergesangverein und der Musikverein Ehestetten oder der Gesangverein Münzdorf.

### Bauwerke

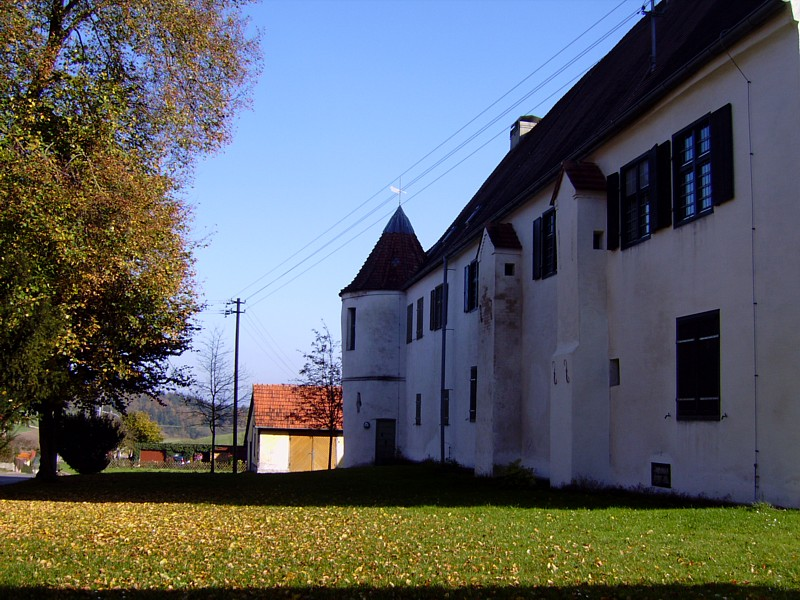
Schloss in Ehestetten

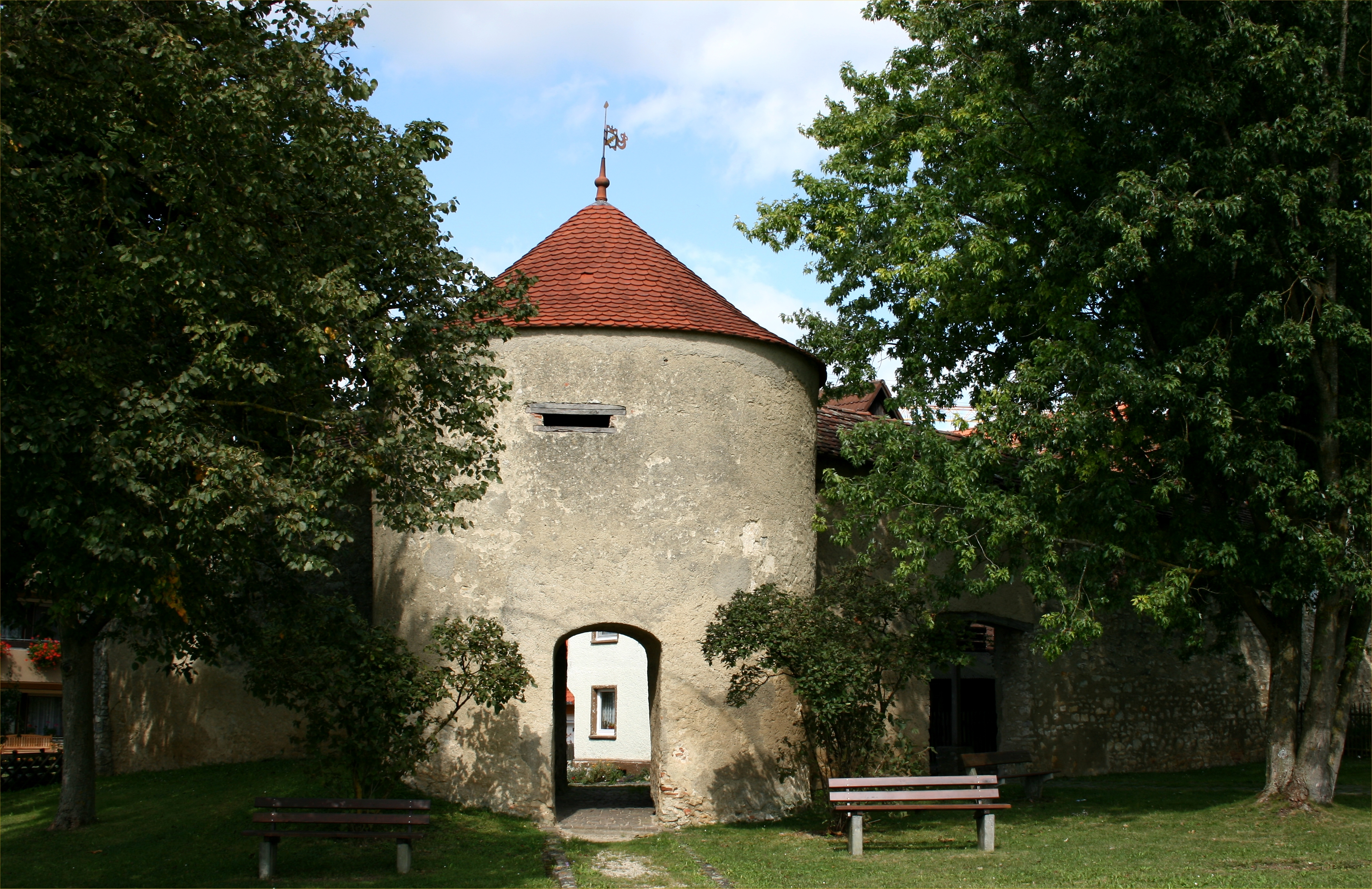
Kappenturm

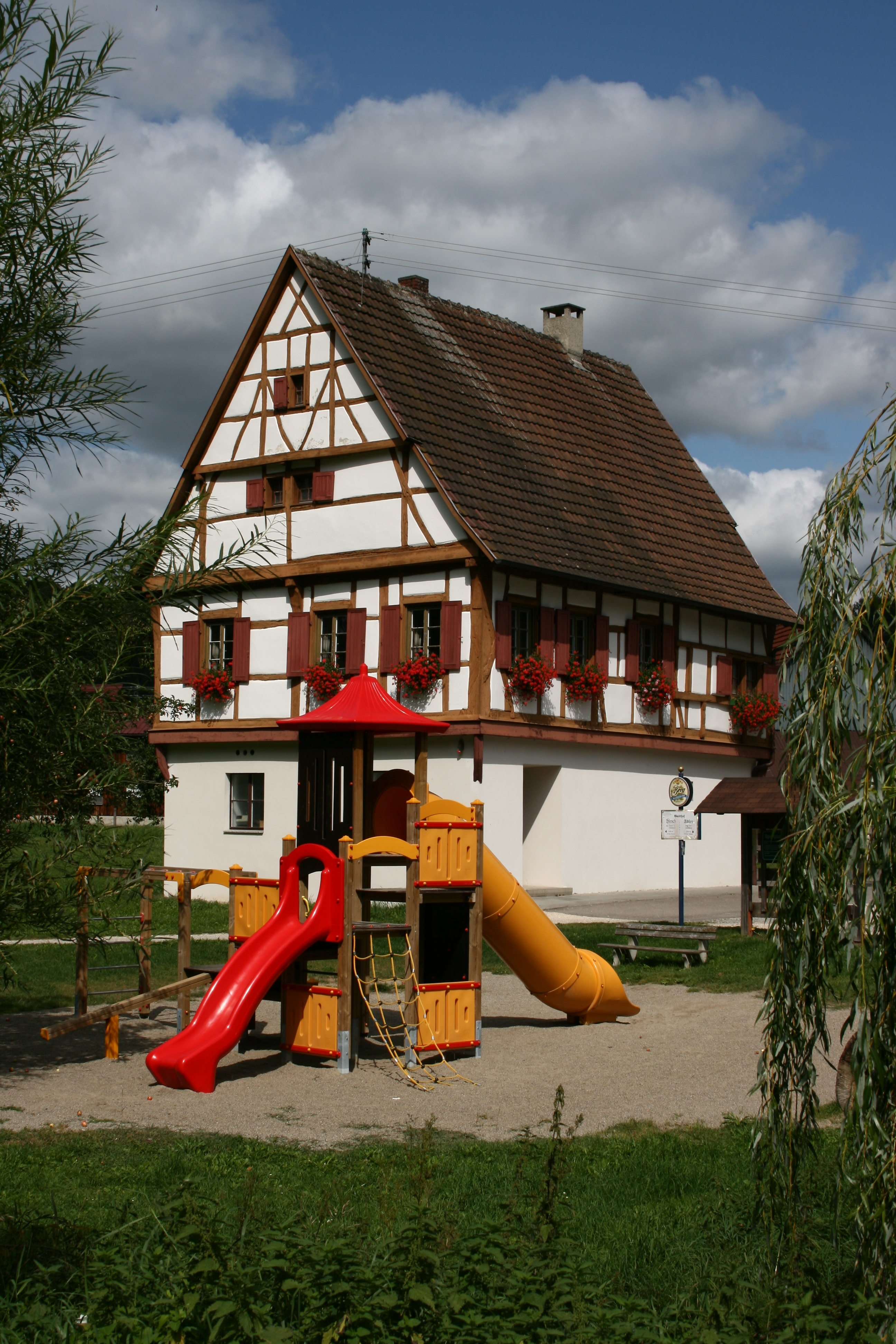
Rathaus Indelhausen

Die Stadt Hayingen besitzt in der Kernstadt eine Reihe mittelalterlicher Bauten, darunter das 1536 erbaute Alte Spital, das zu den ältesten Bauwerken der Stadt zählt. Der Kappenturm ist ein beliebtes Fotomotiv und noch erhaltener Bestandteil der früheren Stadtmauer. Die Stadtkirche St. Vitus im Ortskern aus dem 13. Jahrhundert trägt heute ein barockes Erscheinungsbild.
Zu den historischen Gebäude in den Ortsteilen zählen das Rathaus und das Pfründnerhaus in Indelhausen aus dem 16. Jahrhundert sowie das Schloss in Ehestetten.

#### Evangelische Katharinenkirche
Die kleine Kirche der Evangelischen Kirchengemeinde von Hayingen liegt am Ortsausgang Richtung Indelhausen, an der Abzweigung zum Naturtheater. Der älteste Teil der Kirche ist der Chor, eine alte, der Katharina von Alexandria geweihte Feldkapelle aus dem 15. Jahrhundert. Diese Kapelle, im letzten Jahrhundert säkularisiert, schenkte die Stadt Hayingen im Jahr 1953 der Evangelischen Gemeinde in Hayingen. 1953/54 wurde die Kapelle vom Stuttgarter Architekt Walter Ruff durch Anbau eines Kirchenschiffs mit Sakristei zur Kirche mit etwa 120 Plätzen erweitert. Der Bildhauer Emil Jo Homolka (Königsfeld/Schwarzwald; 1925–2010) schuf 1954 das Kruzifix, der Künstler Rudolf Yelin d. J. die vier kleinen Chor-Rundfenster als Vorbilder im Glauben: Martin von Tours, Erzengel Michael (der Drachentöter), Christophorus sowie Katharina von Alexandrien.

#### Burgen
Entlang des alten Handelsweges im Lautertal siedelten sich viele Burgen an, von denen aber nur wenige vollständig erhalten sind. Auf Hayinger Stadtgebiet befinden sich unter anderem die 1350 errichtete Burg Derneck im Ortsteil Münzdorf, die als Wanderheim dient, die um 1100 errichtete Münzdorfer Burgruine Weiler, die nur noch als Burgstelle erkennbar ist, die vor 1258 errichtete Ruine Monsberg, die stark erhaltene Ruine Schülzburg aus dem 12. Jahrhundert, die Ruine Wartstein von vor 1185, deren Burgfried heute als Aussichtsturm über das Lautertal dient, sowie die Ruine Maisenburg aus dem 12. Jahrhundert, deren angeschlossenes Hofgut noch erhalten ist. Die ebenfalls oberhalb des Lautertals in Nachbarschaft der Maisen- und Schülzenburg gelegene Burg Alt-Hayingen ist eine frühkeltische Wallanlage aus der Zeit um 400 v. Chr. Außerhalb des Lautertals liegt die Burgruine Alt-Ehrenfels.

### Naturdenkmäler
- Bärenhöhle im Glastal
- Bettelmannshöhle im Lautertal
- Gerberhöhle, Ortsteil Anhausen

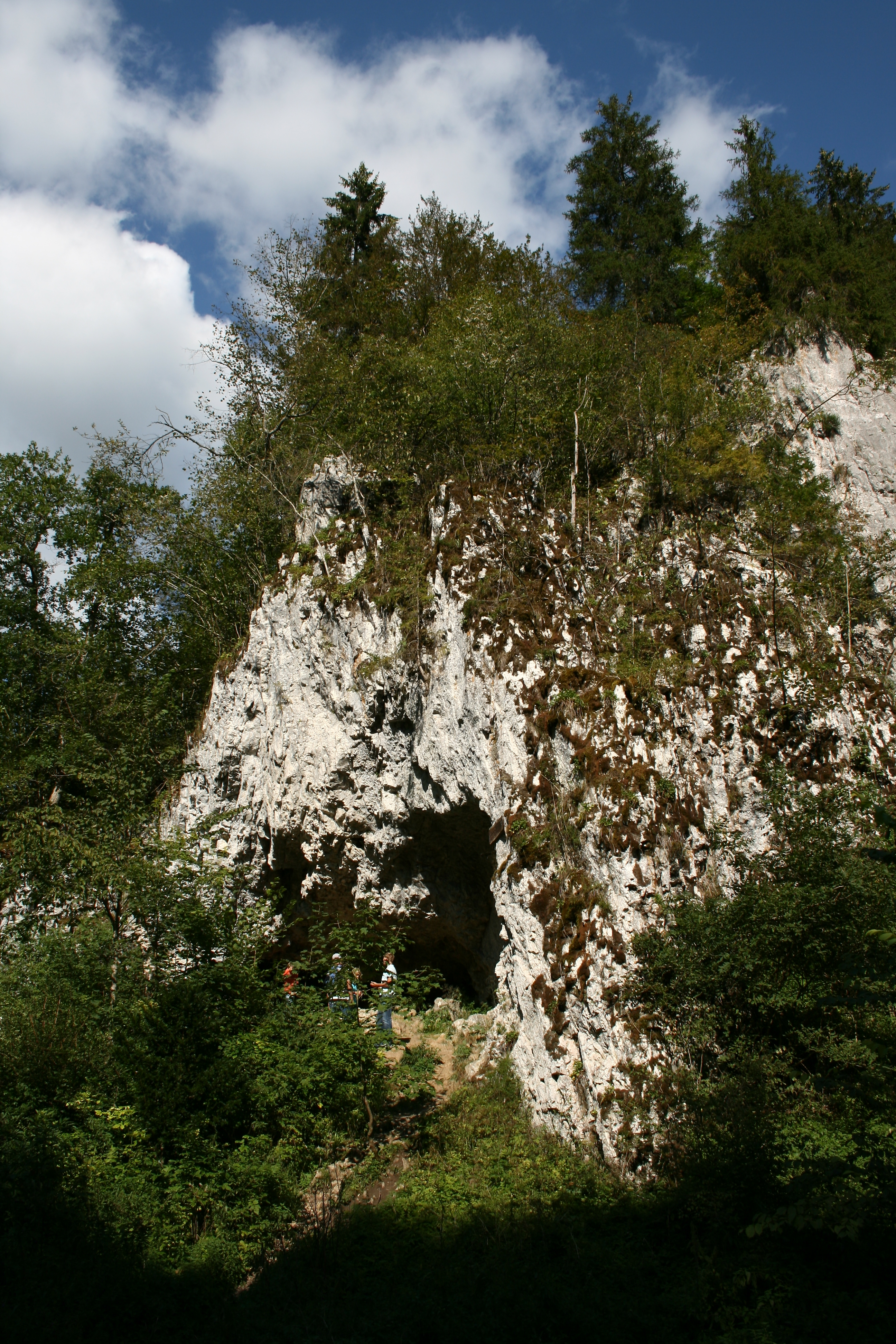
Bärenhöhle im Glastal

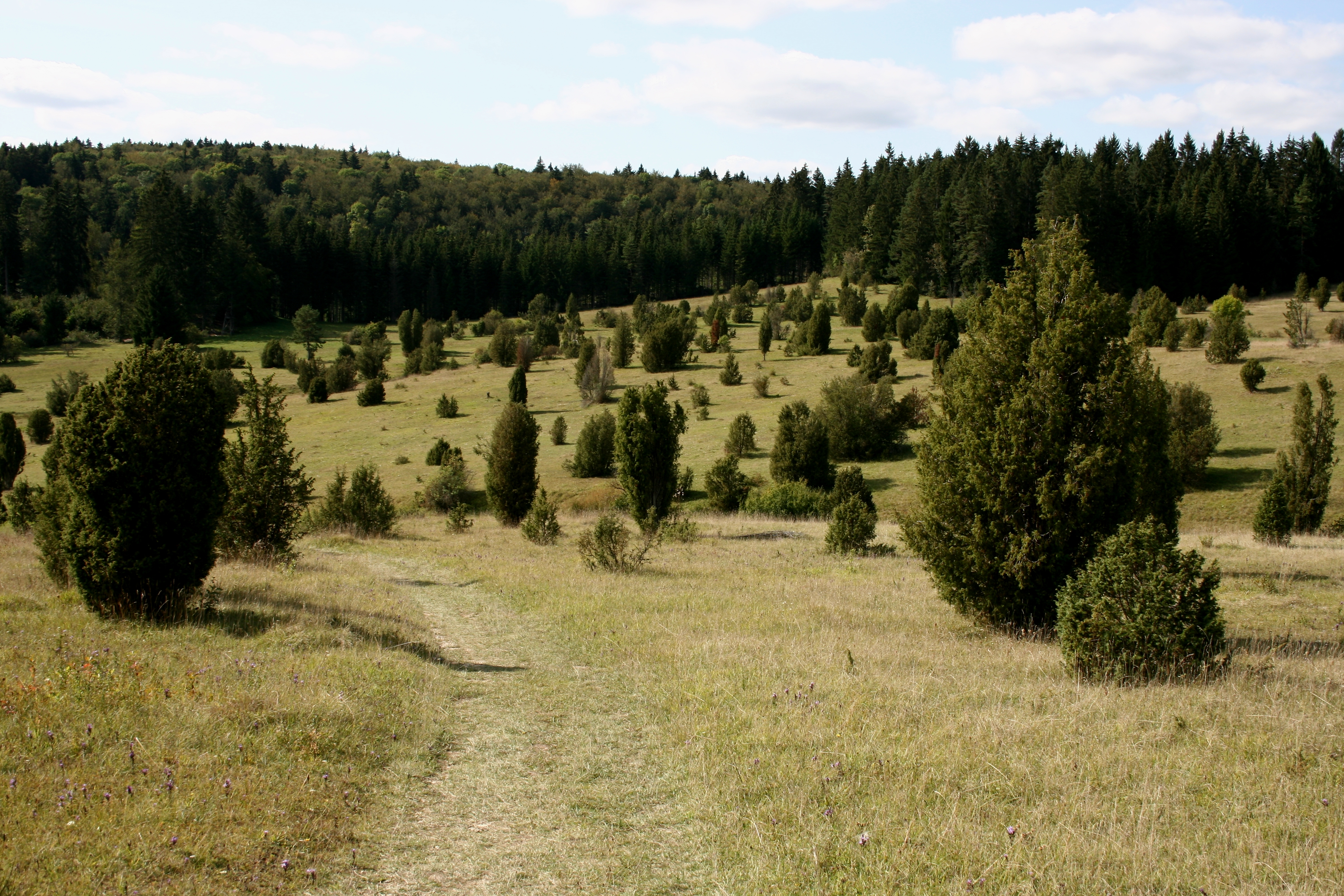
Wacholderheide im Naturschutzgebiet Digelfeld

- Wimsener Höhle, auch Friedrichshöhle genannt, mit einem Kahn befahrbare Wasserhöhle
- Naturschutzgebiet Digelfeld, die mit 121 ha größte Wacholderheide der Schwäbischen Alb, bei Hayingen

### Regelmäßige Veranstaltungen
- Stadtfest mit Kunst- und Handwerkermarkt, Mitte Juli
- Naturtheater Hayingen, Anfang Juli bis Anfang September

## Wirtschaft und Infrastruktur

### Verkehr
Die Landesstraße 245 verbindet die Stadt mit Zwiefalten und damit mit der Bundesstraße 312. Die L 249 verbindet die Stadt mit Obermarchtal und damit mit der B 311.
Der Öffentliche Nahverkehr wird durch den Verkehrsverbund Neckar-Alb-Donau (NALDO) gewährleistet. Die Stadt befindet sich in der Wabe 228.
Etwa 2 km nordwestlich der Ortsmitte liegt das Segelfluggelände Hayingen.

### Bildung
In Hayingen gibt es mit der Digelfeldschule eine Grundschule. Im Stadtteil Ehestetten bestand bis 2009 eine Grundschule.

## Persönlichkeiten

### Ehrenbürger
- Albert Stemmer (1856–1946), Postdirektor
- Johannes Schwendele (1883–?), Stadtpfarrer, Stadtkamerer und Bischöflicher Kommissär sowie Namensgeber des örtlichen Johannes-Schwendele-Wegs
- 1950: Gustav Jourdan (1884–1950), Künstler und Hochschullehrer, Mitbegründer des Naturtheaters und Namensgeber des örtlichen Gustav-Jourdan-Wegs
- Gustav Wahl, Oberregierungsrat
- Josef Haible (1909–1984), Mitbegründer und langjähriger Mitspieler des Naturtheater Hayingen, langjähriger Dirigent des Liederkranzes Hayingen und der Stadtkapelle Hayingen. Namensgeber des örtlichen Josef-Haible-Wegs
- 2015: Robert Riehle, ehemaliger Bürgermeister[17]

### Söhne und Töchter der Stadt
- Stephan Hechinger (1793 – nach 1867), Orgelbauer
- Franz Sales Hechinger (1800–1887), Orgelbauer
- Josef Rapp (1832–1896), Oberamtsbaumeister und Landtagsabgeordneter
- Karl Speth von Schülzburg (1844–1905), Landtagsabgeordneter, Majoratsherr, Landgerichtsrat und Kammerherr
- Martin Schleker (1935–2022), Schauspieler und Schriftsteller

### Sonstige Persönlichkeiten
- Georg Anton Bredelin (1752–1814), Dichter und Komponist, war Lehrer in Hayingen
- Gotthold Brendle (1892–1963), Politiker (CDU)
- Tiberius Fundel (1897–1982), Politiker (CDU)
- Simon Tress (* 1983), Koch